# Campofranco
Campofranco (Campufrancu in siciliano) è un comune italiano di 2 556 abitanti del libero consorzio comunale di Caltanissetta in Sicilia.

## Geografia fisica
Campofranco sorge in una zona collinare a 350 metri sul livello del mare. È il comune più occidentale della provincia, a est del fiume Platani. Confina con i comuni di Aragona, Casteltermini, Grotte, Milena, Sutera. Dista 34 km da Agrigento, 55 km da Caltanissetta e 96 km da Enna.

## Storia
La storia di Campofranco comincia nel 1549, quando la famiglia Del Campo perde la baronia di Mussomeli per una serie di disavventure legate al nome di Cesare Lanza. Al barone Del Campo rimase il possesso solo di quattro feudi, Lo Zubbio, Castelmauro, San Biagio e Fontana di Rose. Il 10 febbraio 1573 Filippo II di Spagna, figlio di Carlo V, sotto la cui dominazione ricadeva la Sicilia, invia lettere regali con la licenza di edificare un casale e chiamarlo Campofranco. Il nome non è casuale poiché "Campo" deriva dal nome del giovane cavaliere Giovanni del Campo, mentre "franco" deriva dalle franchigie, esenzioni di imposte e terreni gratuiti che vennero concessi per 10 anni ai contadini ed artigiani che si recarono sul poggiolo del feudo Funtana di li Rosi
I primi abitanti di Campofranco furono vassalli suteresi.
La vita del paese cominciò a svolgersi, dunque, simile a quella di altri comuni. Il governatore don Giovanni Lo Burgio, per rendere più accogliente il nuovo borgo, spianò il terreno davanti al castello, destinandolo a piazza grande, mentre di fronte, in leggero pendio, sorgeva la chiesa madre, dedicata a san Giovanni evangelista. Cominciarono a costruirsi le prime case. Ai lati della piazza grande, sorsero il forno, il macello, qualche bottega e il fondaco, che erano costruzioni di proprietà del Barone. La bellezza del luogo contribuì al progressivo espandersi della popolazione: nel 1583 il primo censimento della popolazione registrava 117 famiglie, e 462 anime; dieci anni dopo (1595) le famiglie erano salite a 910.
Nel 1622, D. Eleonora del Campo, figlia del terzo barone di Campofranco Ercole Campo (il quale nel momento della sua morte prega il suo successore di seppellirlo senza abito, con un canale di terracotta per cuscino, con la tunica di frate cappuccino, in uno spazio segreto dell'altare della chiesa di San Francesco di Assisi) sposò giovanissima don Fabrizio Lucchesi Palli, della famiglia di Sciacca e Naro, che nel 1625 ottenne da Filippo IV il titolo di principe di Campofranco. La numerosa discendenza dei principi Lucchesi, tuttavia, non portò miglioramenti determinanti alla crescita del paese anzi il feudalismo con le sue angherie e soprusi, produsse qualche caso di rivolta.
Il Palazzo Baronale, che sorge al centro del paese, fu adibito in tempi relativamente recenti a Casa del Fanciullo, mentre oggi, ospita al piano terra il museo di storia locale.
I principi Lucchesi Palli di Campofranco, infatti, risiedevano stabilmente a Palermo nel Palazzo Campofranco in piazza Croce dei Vespri.
Ciononostante non si possono escludere commissioni dei principi nel loro feudo, come forse il rifacimento della chiesetta con convento intitolata a san Francesco, oggi San Calogero nel XIX secolo, da parte di Ettore Lucchesi Palli (1806-1864), figlio di Antonio, committente del palazzo palermitano. L'edificio fu realizzato nel 1859 dall'architetto Giovan Battista Palazzotto, figlio dell'Emmanuele, autore del palazzo palermitano.

## Monumenti e luoghi d'interesse

### Architetture religiose
- Chiesa madre
- Chiesa di San Francesco, detta di San Calogero
- Chiesa dell'Itria
- Chiesa di Santa Rita

### Riserve Naturali

#### Riserva naturale di Monte Conca
Nel territorio della riserva naturale di Monte Conca, oltre a numerose emergenze archeologiche, sono protette due importanti grotte, entrambe attraversate da un torrente sotterraneo: la risorgenza e l'inghiottitoio.
La riserva naturale integrale di Monte Conca è stata istituita nel 1995 dalla Regione Siciliana al fine di salvaguardare un territorio, ampio 245 ettari, in cui ricadono sia due importanti grotte, scavate nei millenni dall'azione solubilizzatrice dell'acqua nella roccia gessosa, sia fenomeni carsici superficiali di notevole interesse scientifico, inseriti in un paesaggio di eccezionale bellezza e valenza naturalistica.
La riserva interessa il territorio dei comune di Campofranco, ed è stata affidata in gestione ad un'associazione ambientalista, il Club Alpino Italiano, che ne cura la sorveglianza, la fruizione, la valorizzazione e la conservazione dell'ambiente naturale. L'intera area della Riserva è attraversata dal fiume Gallo d'Oro, che dopo circa tre chilometri a valle della Riserva, confluisce nel fiume Platani. La presenza di ambienti sotterranei, di aree umide caratterizzate da acque dolci, salmastre e sulfuree, di pareti rocciose, contribuisce a valorizzare l'area sotto l'aspetto vegetazionale e faunistico.
Il territorio in cui ricade la riserva naturale di Monte Conca è caratterizzato, dal punto di vista geologico, dall'affioramento di un particolare tipo di rocce denominate "evaporiti". Queste rocce hanno avuto origine in un lasso di tempo intorno a 6 milioni di anni fa circa, quando, secondo le teorie più accreditate, il Mare Mediterraneo si prosciugò quasi completamente per interruzione dei collegamenti con l'Oceano Atlantico. In tale contesto ambientale, a causa della forte evaporazione delle acque marine, sul fondo dei bacini in via di prosciugamento si depositarono considerevoli spessori di rocce evaporitiche, tra le quali le più comuni sono rappresentate da un particolare tipo di calcare, dal salgemma, dal gesso, dai sali potassici.
Tutti gli affioramenti rocciosi che ricadono all'interno della Riserva sono costituiti da gesso. Nel gesso, a seguito della sua particolare solubilità in acqua, si verificano frequentemente rilevanti fenomeni carsici. li carsismo caratterizza l'assetto morfologico del territorio, sia in superficie sia nel sottosuolo. Trattandosi di un fenomeno legato allo scorrimento delle acque, in superficie è facile osservare: a piccola scala, solchi scavati nel gesso denominati scannellature, a scala maggiore predominano le depressioni della superficie topografica quali le doline, conche sub circolari chiuse, e le valli cieche. Queste ultime morfologie, grazie alla presenza di substrati argillosi impermeabili, convogliano le acque piovane verso punti preferenziali di assorbimento, comunemente denominati Inghiottitoi alcuni di essi si prestano ad essere percorsi dagli speleologi.
Attraverso gli inghiottitoi le acque meteoriche abbandonano la superficie e, sciogliendo il gesso creano nel sottosuolo un reticolo di cunicoli gallerie, pozzi e saloni. Dopo percorsi anche molto lunghi all'interno delle montagne, le acque riemergono in superficie percorrendo grotte denominate risorgenze.
L'area della riserva è caratterizzata da numerose grotte formatesi anche a seguito della circolazione delle acque all'interno delle montagne. Due di queste grotte, scavate dall'acqua nelle viscere dei Monte Conca e denominate Inghiottitoio l'una e Risorgenza di Monte Conca l'altra, sono ancora oggi attraversate da un torrente sotterraneo, e rivestono un eccezionale interesse scientifico tale da costituire la zona di massima tutela del l'intera Riserva. L'inghiottitoio convoglia nel sottosuolo le acque meteoriche e sorgentizie raccolte in una vasta area, ampia circa 2,5 km², in cui affiorano in larga parte rocce impermeabili. Il suo ingresso si apre alla base dei versante meridionale dei Monte Conca. Le pareti dell'inghiottitoio si presentano levigate, con ondulazioni e mensole, testimonianza della presenza di livelli di roccia meno solubile e di variazioni, nel tempo, dei regime dei flusso idrico.
A circa 100 metri dall'ingresso, il pavimento della galleria sprofonda formando il primo pozzo verticale della grotta, profondo 9 metri cui seguono, intervallati da brevi tratti di gallerie, altri tre pozzi, profondi rispettivamente 12, 31 e 26 metri. Al fondo dei pozzi si rinvengono marmitte scavate dal violento impatto dell'acqua, che formano piccoli laghetti. Alla base dell'ultimo pozzo si diparte un'ampia galleria meandriforme, lunga circa 400 metri. Nella parte terminale, a causa dei progressivo abbassamento della volta, l'acqua percorre un condotto non praticabile da parte degli speleologi, chiamato sifone, quindi, dopo un ignoto percorso, riappare all'interno della grotta denominata Risorgenza di Monte Conca. Lo sviluppo planimetrico dell'inghiottitoio di Monte Conca è di 520 metri, con una profondità di 108 metri.
Le acque che accedono all'interno della montagna mediante l'Inghiottitoio sgorgano nuovamente in superficie dalla Risorgenza, il cui ingresso è ubicato lungo le sponde dei Gallo d'Oro, alla base dei versante settentrionale dei Monte Conca.
La grotta, ad esclusione della parte iniziale, si sviluppa su due livelli: quello superiore non più percorso dalle acque e quello inferiore totalmente invaso dalle acque. Dopo 252 metri di percorso si incontrano nuova mente le acque provenienti dall'inghiottitoio. Come già detto numerose sono le grotte presenti nell'intera area della Riserva, testimonianza della presenza di antichi corsi d'acqua, oggi scomparsi e di antichi movimenti delle montagne, scrigno di concrezioni e di testimonianze archeologiche legate al carattere antropico di alcune di queste grotte. La notevole varietà di ambienti che si riscontra all'interno della Riserva, favorisce la presenza di differenti tipologie floristiche. Particolare interesse rivestono le aree umide e tra queste in particolare quella alimentata dalle acque della sorgente Fontana di Rose, nel cui impluvio è possibile rinvenire qualche esemplare di pioppo nero e di salice, essenze tipiche dei boschi ripariali dell'area mediterranea.
Nelle depressioni con ristagno di acqua, si incontra la cannuccia di palude. Mentre nei valloni, specie in quelli in cui è presente una certa umidità, cresce la canna del Reno (Arundo plinii), che svolge la funzione di rallentare o impedire l'azione di erosione dei suolo. Innanzi la Risorgenza di Monte Conca si estende un lussureggiante boschetto di olmi. Le sponde dei fiume Gallo d'Oro sono interessate dalla presenza di varie specie di tamerici. Infine, le porzioni di riserva non antropizzate o non coltivate da lungo tempo presentano un tipo di vegetazione arbustiva denominata gariga. La gariga all'interno della Riserva Naturale di Monte Conca è caratterizzata da specie quali il timo, l'euforbia e l'ampelodesma.
In periodo primaverile è possibile osservare la fioritura di numerose specie di orchidee. La varietà di ambienti e di forme vegetazionali predispongono differenti habitat convenevoli a numerose specie faunistiche. L'imposizione dei divieto di caccia, conseguente all'istituzione della Riserva, ha permesso inoltre, dopo anni di progressivo depauperamento delle specie animali ad opera di cacciatori e bracconieri, un moderato miglioramento della situazione. Cosicché mammiferi quali la volpe, il riccio, l'istrice, la lepre, il coniglio e il gatto selvatico, di difficile avvistamento, sono tornati ad essere abituali abitatori del territorio della Riserva.
Tra i volatili, oltre i passeriformi, vanno menzionate alcune specie di rapaci diurni come il gheppio, il falco pellegrino e la poiana. Numerose specie di insetti, farfalle e coleotteri, per citare i più conosciuti, popolano la Riserva. Le acque salmastre dei fiume sono abitate da anguille e gamberetti nonché da anfibi come rane e tartarughe. L'area della Riserva, a causa della propria posizione, posta al crocevia di importanti vie di comunicazione fluviali e terrestri, ha sempre rivestito una notevole importanza strategica come testimoniano molteplici emergenze storiche, archeologiche ed antropiche.
Le prime tracce dell'Uomo nel territorio della Riserva risalgono all'epoca neolitica; villaggi a capanne, tombe a tholos, sono testimonianza dei suo antico insediamento. La cima dei Monte Conca in epoca bizantina venne fortificata mediante la costruzione di un castello e di alcune porzioni di cinta muraria; la fortificazione venne distrutta durante l'invasione araba.
Fonti documentarie risalenti al 1200 circa, attestano come l'area della Riserva sia stata interessata da un notevole sistema viario le cui tracce oggi sono leggibili nelle imponenti rovine di un ponte sul fiume Gallo d'Oro e in alcuni tratti di strada lastricata. In epoche più recenti, miniere di zolfo, opere di presa e conduzione delle acque dolci che scaturiscono dalla risorgenza dei Monte Conca o dalla sorgente Fontana di Rose, cave di calcare in sotterraneo, testimoniano tutte un inalterato interesse dell'uomo per questo territorio.
La fruizione eco compatibile di un territorio è uno degli elementi determinanti per l'istituzione di un'area protetta. L'Ente gestore organizza, dietro prenotazione, visite guidate sia nella parte di più facile accessibilità dell'Inghiottitoio di Monte Conca, sia nell'area esterna della Riserva. I percorsi escursionistici, appositamente predisposti, consentono al visitatore di conoscere ed apprezzare un territorio di notevole valore paesaggistico, naturalistico e scientifico. L'Ente gestore si fa inoltre carico di organizzare annualmente un intenso programma di attività didattiche (seminari, visite guidate, corsi di formazione e di aggiornamento) rivolte alle istituzioni scolastiche, che riscuote un sempre crescente successo presso i giovani e presso gli insegnanti.

## Società

### Evoluzione demografica
Abitanti censiti

### Religione
Quasi tutti cristiani cattolici, con minoranze di evangelici e testimoni di Geova.

### Lingue e dialetti
Lingua italiana con dialetto siciliano.

### Tradizioni e folclore
Le tradizioni religiose e folcloriche Campofranco vantano quattro secoli di vita, da quando, nel 1573, a popolare nuovo borgo si mosse un gruppo di diciannove suteresi, con mogli, figli, parenti, attratto dalle agevolazioni economiche offerte a chi si fosse stabilito nel nuovo casale. 
I nuovi abitanti portarono con sé le loro abitudini e tradizioni, ormai consolidate, e le prime chiese sorsero per iniziativa di un frate del convento di S. Francesco di Sutera, sotto l'autorità del vescovo di Girgenti, don Pietro De Michele. Accanto alle chiese sorsero numerose confraternite quella del Santissimo Salvatore, del Santissimo Sacramento, della Carità e altre ancora, che avevano l'incarico di organizzare le festività più importanti: la celebrazione della Pasqua, innanzitutto, e col tempo quella dell'Immacolata, dell'Ascensione e le altre.
Ancora oggi il sacro si lega al profano, grazie a uno spirito religioso che attesta che "le tradizioni del popolo sono parte integrante della nostra storia, della nostra civiltà, della nostra umanità", tramandandosi come atti di fede di padre in figlio.
Le stesse pratiche agricole della semina e del raccolto venivano viste in dipendenza diretta della benevolenza divina, e vi venivano invocati i nomi di Gesù, di Maria e di molti tra i santi più importanti.

#### Domenica delle Palme
La domenica delle Palme i contadini lavorano i rami di palme e di ulivo, e i ragazzi, legate le campane delle chiese, vanno in giro a far rumore con speciali strumenti di legno: "raganelle o truccu".

#### Settimana Santa
Il Giovedì santo vi è l'addobbo dei sepolcri con speciali piante a lunghi steli di grano, germogliati "a lu scuru" in una ciotola o in un piatto, legati con nastri e deposti a terra davanti all'altare dei S. Sepolcro. Fino a pochi anni fa, tutto si concentrava, oltre che sulle cerimonie che si svolgevano in chiesa, sulla "cena" dei Governatori delle Confraternite. Dodici Apostoli e il Signore sedevano davanti a una gran mensa imbandita con l'agnello arrostito, nel salone dell'Oratorio. La sera, dopo la cena, la statua veniva portata, con una gran folla di fedeli silenziosi, dalla Matrice alla chiesa dell'Itria.
Il Venerdì santo si svolge ancora oggi nella sua integrità la "Giunta", cui segue la Crocifissione e la "Scinnenza". È un rito antico, con i simulacri portati ancora a spalla dai devoti, secondo una più recente organizzazione della fine dell'800 dovuta all'arciprete don Vito Modica. Egli fece rinnovare tutti i personaggi della Pasqua, affidandone l'incarico allo scultore don Michele Caltagirone, detto il Quarantino, della vicina Casteltermini.

##### L'incontro
La Madonna, San Giovanni e Gesù, con la croce sulle spalle, si ritrovano alle ore 15 tra una gran folla di fedeli sotto il Calvario, per l'incontro in un profondo silenzio rotto soltanto dalle note gravi e solenni della banda musicale. Lì il massimo della commozione si raggiunge quando Gesù bacia la fronte dell'Addolorata, quindi i tre gruppi salgono al luogo vicino dove Gesù è messo in croce.
Di sera l'urna con Gesù morto fa il giro del paese e la processione diventa più suggestiva, mentre il giorno va scemando e la fiamma dei ceri incartocciati comincia a tingere i volti di una pallida luce. La "lamintanza" di qualche vecchio diventa sempre più ossessionante, un lamento di dolore e di spasimo. Così avanti e indietro sino alla piazza principale e al silenzio assoluto dopo la fine della processione.

##### Pasqua
Nel pomeriggio della domenica, chiude le manifestazioni Pasquali una processione con il simulacro di Gesù risorto.

#### San Calogero "ricco"
L'ultima domenica di luglio, almeno una volta nella vita, i campofranchesi compiono a piedi scalzi il viaggio dalla propria dimora alla chiesa di San Francesco, per i festeggiamenti di San Calogero ricco. Da quasi tre secoli, dall'11 gennaio 1693, giorno di uno dei più tremendi terremoti dell'isola, Campofranco ringrazia san Calogero, santo taumaturgo famoso nella diocesi di Agrigento, per averlo preservato dalla rovina dei terremoto, ed impetra il suo aiuto per essere liberato da ogni male anche spirituale. L'intero mese di luglio è dedicato ai santo; per trenta giorni, ogni sera, una folla di devoti assiste alla messa nella chiesa dell'antico convento francescano, recita il vespro e canta «Fedeli a Calogero, correte fidenti, mentr'Egli sa compiere sublimi portenti».
Il "viaggio" a piedi scalzi. con il rosario in mano, fino ad alcuni anni fa si completava nella chiesa con la "lingua a strascinuni" dall'entrata fino all'altare maggiore, Oggi restano gli abitini bianchi con i bottoni neri per i bambini, la raccolta delle offerte per una "missa cugliuta", le grandi forme di pane, anche a decine di chili, che riproducono gambe, braccia o altre parti del corpo guarite per intercessione del santo.

##### Sagra dei pupi di pane
Da un paio d'anni la Pro Loco organizza una sagra dei pupi, con quintali di pane che viene distribuito a tuffi. E tutti si segnano con la croce, e anche i più scettici mangiano il pane come cosa sacra; poiché secondo un'antica credenza, San Calogero, è capace di comparire durante il sonno e "prenderti a bastonate".
La bellissima statua, rappresenta un monaco con un viso dolcissimo, la veste candida e il mantello nero, ma con un bel bastone d'argento (regalo dei principi Lucchesi nell'800).

#### Immacolata Concezione
Molto sentita è anche la festa dell'Immacolata Concezione, l'8 dicembre, che si tramanda dal 1624, anno della peste a Palermo. Il sostegno a questo culto trovò il suo centro dì irradiamento nelle chiese francescane e in quel tempo sorsero cappelle, simulacri, confraternite in ogni parte della Sicilia. Campofranco non fu da meno: i frati francescani iniziarono la processione della Madonna tra la chiesa di San Francesco e la Madrice, che dura tutt'oggi.
Nel 1714 il sacerdote Antonino Infante fece scolpire a sue spese una statua molto bella dell'immacolata; nel 1760 venne istituita la Confraternita della Madre di Dio e alcune manifestazione folkloristiche, come quella delle "cotaccalle". La processione porta le due statue dell'Immacolata e di Santa Lucia dalla chiesa di San Francesco alla Matrice e, dopo una settimana, si svolge una processione di ritorno. Di sera, vampe e fuochi nelle piazze e nelle campagne circostanti.

#### Latavulata di li vicchiareddri
Sino a pochi anni fa il 19 marzo si svolgeva la tavulata di li vicchiareddri, banchetto con grande profusione di cibi, per sciogliere voti o beneficiare i poveri. Venivano scelti tre santi (o sei, o nove, o dodici), Gesù, Maria e Giuseppe. Il prete benediceva le pietanze e il pranzo veniva spesso rallegrato da musiche. La tradizione, riproposta qualche anno fa dalla Pro loco, è stata di nuovo abbandonata.

#### Festa di Santa Rita
Per Santa Rita, infine, il 22 maggio, si svolge un'originale benedizione di automobili e motociclette, un tempo patrocinata dagli operai della Montecatini.

## Cultura

### Istruzione
Scuola L. Pirandello, scuola Don Bosco (inagibile), asilo nido, e scuola materna privata San Domenico (non più in uso).

#### Biblioteche
Esiste la biblioteca comunale, ma non è più in uso.

#### Musei
Il museo di storia locale "Don Nazareno Falletta" è stato inaugurato nel 2002 dal vescovo di Caltanissetta Alfredo Maria Garsia. È costituito da un ampio salone dal quale si accede alla Chiesa dell'Itria, la prima del paese, fatta costruita nel 1573 dal barone Giovanni del Campo e successivamente restaurata ed arricchita di alcune opere artistiche dai Lucchesi Palli, principi di Campofranco.

### Media

#### Stampa
Dal settembre 1961 si pubblica il mensile "La Voce di Campofranco", con servizi anche su Sutera, Montedoro e il Circondario. Il giornale raggiunge soprattutto gli emigrati di questi comuni sparsi nel mondo.
Direttore responsabile Vincenzo Nicastro , collaborato in redazione da un gruppo di volontari residenti nei comuni interessati.

#### Web-Tv
Vallone Web Tv 
Tale sito, nato da alcuni, si occupa principalmente, ma non solo, delle notizie inerenti al "Vallone", ossia Campofranco più i paesi ad esso limitrofi.
In breve tempo, è diventato il sito di riferimento per quanto riguarda, sia le notizie che i comunicati stampa dei vari paesi.
Al suo interno si trovano diverse rubriche, tra le quali: "i talenti del vallone, Bim generation, interviste, dirette streaming, registrazioni dei consigli comunali di Campofranco" e molto altro.
Per quanto riguarda l'audience, si contano ogni giorno migliaia di visitatori.

## Economia
L'economia di Campofranco pur avendo attraversato un periodo florido, intorno agli anni'70-'80, grazie alla Montecatini (produzione di solfato potassico e altri sali potassici) e la Cozzo Disi (estrazione di zolfo) che hanno fatto registrare elevati tassi di occupazione, tali da far nascere il villaggio Faina a pochi chilometri da Campofranco, oggi vive una fase di profonda crisi economica, soprattutto occupazionale. L'economia nel suo complesso risulta poco sviluppata: la principale fonte occupazionale è il settore pubblico (scuola, comune ed altri enti pubblici) locale e non locale.

### Settore primario
Pur essendoci parecchi terreni adibiti a coltivazione, questa viene svolta in modo rurale e senza l'ausilio delle nuove tecnologie, risultando in questo modo poco sviluppata da un punto di vista dimensionale. I prodotti coltivati sono prevalentemente: frumento, agrumi, uva e olive. Sono anche presenti allevamenti di ovini, anch'essi svolti in modo rurale e poco sviluppati dimensionalmente.

### Settore secondario
Non risulta particolarmente sviluppato, se non per la presenza di qualche piccola industria con pochi addetti. Spicca però in questo settore un'impresa nata nel 1970 specializzata nell'estrazione e lavorazione del gesso, che oggi ha differenziato in modo rilevante la sua gamma di prodotti, allargandosi a tutto l'ambito del settore edile. Dal qualche anno è stato realizzato un impianto di produzione di pannelli fotovoltaici nelle vicinanze della zona industriale di Campofranco-Casteltermini, che seppur non particolarmente sviluppata accoglie qualche realtà imprenditoriale operante nel settore della ferramenta, sabbiatura, verniciatura e produzione di sacchetti in plastica.

### Settore terziario
Risulta il più ricco di aziende, anche se di piccole dimensioni e prevalentemente focalizzate sui servizi necessari, oltre alla presenza di scuole, dalla materna alla media, ed un istituto professionale di meccanica; quest'ultimo, di recente ha anche un percorso di formazione Servizio Socio Sanitario.

## Amministrazione
Di seguito è presentata una tabella relativa alle amministrazioni che si sono succedute in questo comune.
| Periodo          | Periodo         | Primo cittadino       | Partito                            | Carica  | Note  |
| ---------------- | --------------- | --------------------- | ---------------------------------- | ------- | ----- |
| 28 giugno 1988   | 22 giugno 1993  | Alfonso Virciglio     | -                                  | Sindaco | [ 6 ] |
| 22 giugno 1993   | 27 gennaio 1997 | Alfonso Virgiglio     | -                                  | Sindaco | [ 6 ] |
| 1º dicembre 1997 | 28 maggio 2002  | Francesco Di Giovanni | centro-destra                      | Sindaco | [ 6 ] |
| 28 maggio 2002   | 15 maggio 2007  | Francesco Di Giovanni | centro-destra                      | Sindaco | [ 6 ] |
| 15 maggio 2007   | 11 maggio 2012  | Calogero Mazzara      | lista civica                       | Sindaco | [ 6 ] |
| 8 maggio 2012    | 11 giugno 2017  | Salvatore D'anna      |                                    | Sindaco | [ 6 ] |
| 12 giugno 2017   | 12 giugno 2022  | Rosario Pitanza       | lista civica Campofranco riparte   | Sindaco | [ 6 ] |
| 12 giugno 2022   | in carica       | Rosario Nuara         | lista civica Uniti per Campofranco | Sindaco | [ 6 ] |

## Sport
La squadra di calcio del paese è il calcio Campofranco, che disputa le sue gare casalinghe presso lo stadio comunale "Alfonso Virciglio". Attualmente milita nel campionato di Prima Categoria siciliana.